# Teatre Joventut

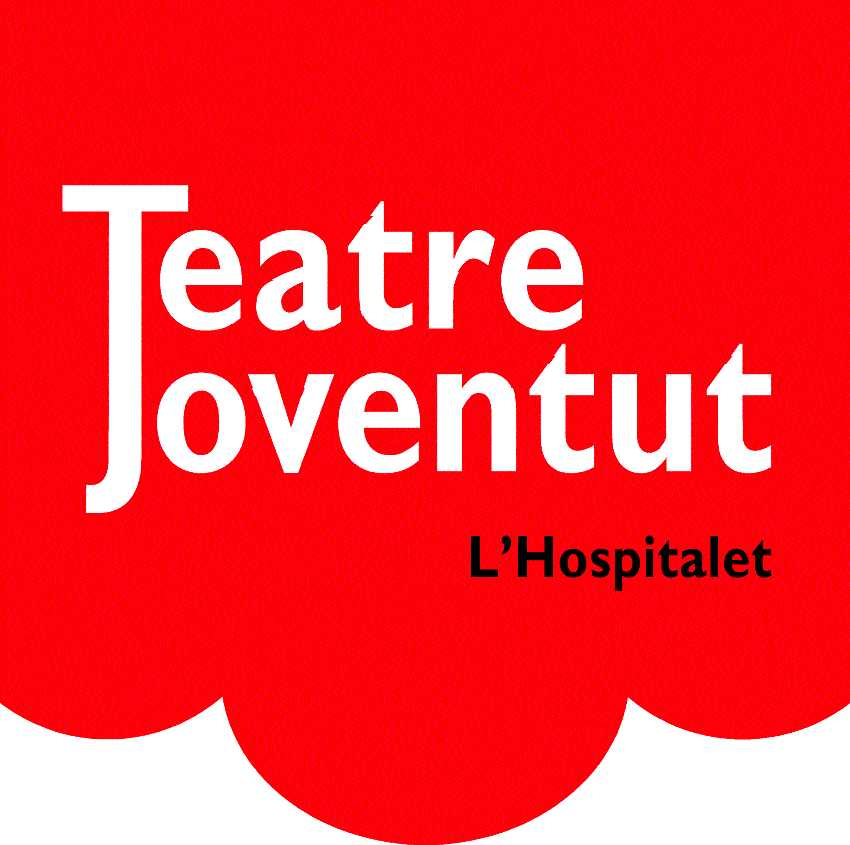
Logotip del Teatre Joventut de l'Hospitalet de Llobregat

El Teatre Joventut és el teatre municipal al carrer Joventut de l'Hospitalet de Llobregat, i per arribar-hi es pot fer servir el metro, línia 5 Collblanc o línia 1 Torrassa, o bé amb el tram a la parada Can Rigalt.

## Història
El Cine Juventud era un dels cinemes que hi havia a l'Hospitalet, com el Cine Alhambra a Pubilla Cases, el Victoria a Santa Eulàlia, el Stàdium a Sant Josep, l'Oliveras al Centre… El Juventud era el cinema del barri de la Torrassa.
L'Ajuntament de l'Hospitalet el va comprar amb la intenció de transformar-lo en teatre. En la seva reforma es va mantenir el mateix estil arquitectònic que havia creat Ramon Puig i Gairalt. Es va substituir la pantalla per l'escenari i es van fer totes les adequacions de llum i de sonoritat, així com la dotació corresponent d'altres equipaments com camerinos i equipaments tècnics propis d'un teatre.
El 8 de maig de 1991 el Teatre Joventut va aixecar per primera vegada el teló. Va ser amb l'estrena de l'obra El cántaro roto, a càrrec d'una companyia de Madrid. De llavors ençà s'hi han representat moltes i molt variades obres de teatre, han estat centenars els actors i les actrius que han trepitjat el seu escenari, i milers d'espectadors els que n'han gaudit.
Pel Teatre Joventut hi han passat molts actors i actrius, des de Pepe Rubianes a El Tricicle passant per en Joan Pera, Josep Maria Pou, Juan Echanove, Carles Canut, Maribel Verdú o Lola Herrera, per citar-ne alguns, però també s'hi fan concerts tan coneguts com Albert Pla, Sergio Dalma, Raimon, Luis Eduardo Aute, Pedro Guerra, Ismael Serrano i Antònia Font entre d'altres. En els darrers anys ha estat escenari de diversos Festivals de música com Barnasants (Festival internacional de cantautors), el Festival de Guitarra de Barcelona, el Festival Internacional de Jazz de Barcelona o el Festival de Gospel de Barcelona.